# Albalonga
Albalonga ist eine Weißweinsorte. Es handelt sich um eine Neuzüchtung aus einer Kreuzung aus Rieslaner und Müller-Thurgau, die 1951 an der Bayerischen Landesanstalt für Weinbau und Gartenbau in Veitshöchheim von Hans Breider gezüchtet wurde. Dementsprechend wird die Sorte hauptsächlich in Franken angebaut, aber auch in Rheinhessen und der Pfalz gibt es kleinere Vorkommen. Im Jahr 2012 wurde die frühere Annahme, die Vatersorte sei der Silvaner, durch DNA-Analyse widerlegt. 1988 betrug die gesamte mit Albalonga bestockte Fläche in Deutschland 34 Hektar, im Jahr 2001 nur noch 13 Hektar. Seither ist der Bestand stabil und lag im Jahr 2007 bei 14 Hektar.
Die sehr fäuleanfällige Albalonga kann in guten Jahren kräftige Auslesen erbringen.
 Synonyme: Würzburg B-51-2-1
Abstammung: Rieslaner × Müller-Thurgau

## Ampelographische Sortenmerkmale
In der Ampelographie wird der Habitus folgendermaßen beschrieben:
- Die Triebspitze ist offen. Sie ist schwach wollig behaart.
- Die mittelgroßen Blätter sind kaum gelappt und nur sehr schwach gebuchtet (siehe auch den Artikel Blattform). Die Stielbucht ist U-förmig offen. Das Blatt ist stumpf gezahnt.
- Die walzenförmige Traube ist mittelgroß, geschultert und dichtbeerig. Die leicht walzenförmigen Beeren sind klein bis mittelgroß und grüngelber Farbe.

Albalonga reift fast 20 Tage nach dem Gutedel. Sie gilt somit als mittelspät reifend (einige Tage nach dem Müller-Thurgau). Der späte Austrieb bewahrt sie vor Spätfrostgefährdung. Die wuchskräftige Sorte erbringt gleichmäßig hohe Erträge. Die Winterfrostfeste ist mäßig gut. Mostgewicht und Säurewerte (→ Säure (Wein)) sind vergleichsweise hoch.
Albalonga ist eine Varietät der Edlen Weinrebe (Vitis vinifera). Sie besitzt zwittrige Blüten und ist somit selbstfruchtend. Beim Weinbau wird der ökonomische Nachteil vermieden, keinen Ertrag liefernde, männliche Pflanzen anbauen zu müssen.

## Vorkommen
| Weinbaugebiet           | Rebfläche (Hektar) |
| ----------------------- | ------------------ |
| Ahr                     | -                  |
| Baden                   | -                  |
| Franken                 | 2                  |
| Hessische Bergstraße    | -                  |
| Mittelrhein             | -                  |
| Mosel                   | -                  |
| Nahe                    | unter 0,5          |
| Pfalz                   | 5                  |
| Rheingau                | 1                  |
| Rheinhessen             | 6                  |
| Saale-Unstrut           | -                  |
| Sachsen                 | -                  |
| Stargarder Land         | -                  |
| Württemberg             | -                  |
| Gesamt Deutschland 2007 | 14                 |

Quelle: Rebflächenstatistik vom 13. März 2008, Statistisches Bundesamt, Wiesbaden 2008 in Beschreibende Sortenliste des Bundessortenamtes 2008, Seite 198ff.